# Заафарана – Куреймат – Дашур
Заафарана – Куреймат – Дашур – газопровідна система в Єгипті, яку спорудили для постачання блакитного палива до ряду районів на південь від Каїра.
Наприкінці 1990-х років за три десятки кілометрів на північний схід від міста Бені-Суейф стали до ладу два потужні енергоблоки ТЕС Куреймат, які розраховувались на використання двох видів палива – нафтопродуктів та природного газу. Великим споживачем останнього також могли бути цементі заводи, що працюють поблизу Бені-Суейфа. Як наслідок, у 1999 році ввели в дію газопровід довжиною 163 км з діаметром 450 мм та пропускною здатністю 3 млн м3 на добу, що бере початок від Заафарани на трасі системи Рас-Шукейр – Суец (споруджена для роботи із попутним газом родовищ регіону Суецької затоки).  
Крім того, проклали ділянку Дашур – Куреймат довжиною 87 км та діаметром 550 мм. Вона починалась на південно-західній околиці каїрської агломерації та надала доступ до ресурсу походженням із Західної пустелі, що почав надходити в тому ж 1999-му по газопроводу Амірія – Дашур (крім того, ще з 1970-х років в цьому районі працював газопереробний завод Дашур, який живився від газопроводу Абу-Ель-Гарадік – Дашур). 
Варто відзначити, що вже у другій половині 2000-х спорудили значно потужнішу систему Газопроводу Верхнього Єгипту, яка дозволила провести масштабне розширення ТЕС Куреймат зі збільшенням потужності більш ніж удвічі.